# Botrychium lunarioides
Botrychium lunarioides là một loài dương xỉ trong họ Ophioglossaceae. Loài này được Michx. Sw. mô tả khoa học đầu tiên năm 1806.